# Computação social
A Computação Social é um conjunto de palavras que ainda carece de uma definição mais rigorosa. Mas, com a atual onda da Web 2.0 e das Redes Sociais, cada vez mais podemos englobar outros conceitos para essa dupla de palavras.
De acordo com o Grupo de Pesquisa em Inteligência Artificial (GPIA), sediado na Escola de Informática da UCPel, a Computação Social incluí disciplinas tais como: Sociologia, Educação, Comunicação, Economia, Administração, Psicologia, Políticas e Serviços. Inclui também desde Métodos e Técnicas a Ciência da Computação, Inteligência Artificial e Tecnologias da Informação.
A Computação Social é algo bastante abrangente, incluindo a Web 2.0, as Mídias Sociais e as poderosas Redes Sociais. Uma mistura das últimas tecnologias interagindo diretamente com o intimo do ser humano: as suas relações.
O que antes era um tabu, hoje já está se transformando numa realidade, existindo muitas corporações que decidiram adoptar esta realidade, trazendo para dentro de suas empresas a Computação Social, com grandes benefícios económicos, não somente sociais.
A GARTNER considera a computação social como uma tendência forte do mercado atual, que os softwares sociais e de redes de compartilhamentos estão entre as dez tecnologias mais quentes do  futuro, em conjunto com TI Verde, Computação em Nuvem e a própria Virtualização.